# Foxfire (Film)
Foxfire (Alternativtitel: Foxfire – Girls ohne Gnade und Foxfire – Versteck der Angst) ist ein US-amerikanisches Filmdrama von Annette Haywood-Carter aus dem Jahr 1996. Das Drehbuch von Elizabeth White beruht auf einem Roman von Joyce Carol Oates.

## Handlung
Die Ereignisse werden aus der Sicht der Schülerin Madeline Wirtz erzählt. Ihre Mitschülerin Rita Faldes weigert sich während des Biologieunterrichts, einen Frosch zu sezieren. Legs taucht im Unterricht auf und rettet den Frosch und Rita, die für das Nichtsezieren nachsitzen soll. Der Lehrer Mr. Buttinger hat den Ruf, seine Schülerinnen sexuell zu belästigen. Legs und Rita beraten sich mit anderen Schülerinnen, von denen Madeline Wirtz und Violet Kahn bei ihnen bleiben. Sie verteidigen Faldes vor dem Lehrer, den sie verprügeln. Goldie Goldman kommt rein und schließt sich den anderen Mädchen an.
Wirtz lernt am selben Abend Margret Sadovsky („Legs“) näher kennen, die von ihrer Schule geflogen ist, weil sie – wie sie sagt – „selbständig denkt“. Sadovsky übernachtet bei Wirtz, dann zieht sie in ein verlassenes Haus.
Die Gruppe wird am nächsten Tag für drei Wochen vom Unterricht suspendiert, die Vorwürfe der sexuellen Belästigung werden ignoriert, jedoch wird der Lehrer gefeuert, was den männlichen Sportler-Schülern nicht passt. Die Mädchen schleichen sich in die Schule ein, um Maddys Fotos zu holen, die sie am nächsten Tag einschicken möchte, Goldie raucht einen Joint Cannabis und entfacht aus Versehen einen Brand in der Schule. Sadovsky tätowiert in der darauffolgenden Nacht zuerst sich selbst, dann die anderen 4 Freundinnen.
Legs kann eine Vergewaltigung durch die sich rächen wollende Sportlergruppe verhindern. Die Freundinnen werden gerichtlich belangt und Legs muss in die Besserungsanstalt. Erst als die Falschaussagen auffliegen, wird sie entlassen und kehrt noch einmal ins verlassene Haus zurück.
Sadovsky entführt den Vater der drogenabhängigen Goldie Goldman, um die Finanzierung der Entziehungskur zu erpressen. Der Mann wird unbeabsichtigt von Faldes angeschossen. Die Mädchen bringen Goldie und ihren Vater ins Krankenhaus. Sadovsky fährt weiter. Die Off-Stimme von Wirtz sagt, sie bleibe mit den drei anderen Mädchen von der Schule befreundet, aber habe nie wieder „Legs“ gesehen.

## Kritiken
James Berardinelli bezeichnete den Film auf ReelViews als ein „klischeehaftes Melodrama“. Die besten Szenen seien jene, in denen die Schülerinnen miteinander sprechen. Die Kombination von „Sinnlichkeit“ und „Härte“ mache die von Angelina Jolie verkörperte Figur von Legs „verführerisch“. Die Darstellungen der fünf jungen Schauspielerinnen seien „solide“.

„Cantet staffiert fein aus, scheint fast krampfhaft nach dem bestmöglichsten 1950er-Jahre-Set zu suchen und dreht schließlich einen Kostümfilm. Dabei hätte das Spiel der Mädchen aus Cantets künstlich aufgepeppter Familienalbum-Ästhetik problemlos ein differenziertes Gesellschaftstableau machen können.“

## Hintergrund
Der Film wurde in Portland (Oregon) gedreht. Er spielte in den Kinos der USA ca. 258.000 US-Dollar ein.